# Banassac-Canilhac
Banassac-Canilhac község Franciaország Okcitánia régiójában, Lozère megyében. Új községként 2016. január 1-jén jött létre Banassac és Canilhac korábbi községek egyesítésével.

## Népesség
| Lakosok száma | 1044 | 1056 | 1067 | 1078 | 1072 | 1069 |
|               | 2017 | 2018 | 2019 | 2020 | 2021 | 2022 |